# Evil Eater
Evil Eater (イーヴィル・イーター, Īviru ītā) est un seinen manga scénarisé par Issei Eifuku et dessiné par Kojino, prépublié dans le magazine Monthly Sunday Gene-X et publié par l'éditeur Shōgakukan en trois volumes reliés sortis entre juillet 2012 et juillet 2013. La version française est éditée par Ki-oon en trois tomes sortis entre avril 2014 et octobre 2014.

## Synopsis
Dans un monde futuriste, une nouvelle science a vu le jour : le sorcerisme. Basée sur la magie, cette science a trouvé le moyen de ramener les morts à la vie. Seulement, pour chaque personne qui revient à la vie (les "Returners"), celle d'une autre doit être prise. Le gouvernement décide donc de rendre la vie aux personnes assassinées, en échange de la vie de leur meurtrier.
En plus de cela, les Returners sont atteints d'un "bug" à leur retour : un défaut exacerbé de leur ancienne vie qui refait surface et qui les rend dangereux.
Le rôle des sorceristes est donc de combattre ces bugs, afin de pouvoir réinsérer sans risque les Returners dans la société... C'est ainsi que l'on suit le duo de sorceristes Nagumo,agent confirmé et Amagi, jeune fille à peine sortie de l'école de sorcerisme douée de pouvoirs incroyables.

## Personnages
Kento Nagumo
Agent sorceriste chargé de former le nouvel agent Yôko Amagi.
Yôko Amagi
Nouvel agent sur lequel l'Institut de sorcerisme fonde de grands espoirs. Cette jeune fille est en effet douée de pouvoirs puissants.

## Liste des volumes
| no | Japonais        | Japonais          | Français        | Français          |
| no | Date de sortie  | ISBN              | Date de sortie  | ISBN              |
| -- | --------------- | ----------------- | --------------- | ----------------- |
| 1  | 19 juillet 2012 | 978-4-09-157317-9 | 10 avril 2014   | 978-2-35592-671-6 |
| 2  | 18 janvier 2013 | 978-4-09-157330-8 | 3 juillet 2014  | 978-2-35592-697-6 |
| 3  | 19 juillet 2013 | 978-4-09-157355-1 | 23 octobre 2014 | 978-2-35592-739-3 |

## Réception critique
À l'occasion de la sortie du premier tome en France, le site web dailymars.net juge que « ce qui différencie Evil Eater des autres titres traitant de la mort, c'est sa réflexion déontologique sur l'équilibre « naturel » des choses et la peine capitale. Dans notre société, la justice peut-elle tout justifier, y compris la sentence mortelle ? Alors que l'homme se prend de plus en plus pour Dieu, est-il en droit de manipuler le cours des choses et d'échanger une vie contre une autre ? Plus on avance dans ce tome et plus les questions surgissent ». Pour actuabd.com, « le scénariste Issei Eifuku, auteur du prodigieux Samouraï bambou (récompensé du grand prix Tezuka et prix d'excellence au Japan Media Arts Festival) et le dessinateur maestro Kojino s'associent pour ce thriller d'anticipation dans lequel l'esprit humain devient un terrain d'enquête périlleux. Plus qu'un récit fantastique, c'est une œuvre d'anticipation que propose Evil Eater. Œil pour œil, dent pour dent, pour chaque personne qui ressuscite, une autre doit impérativement mourir... »

### Édition japonaise
Shōgakukan
1. 1 2  (ja) « Tome 1 »
2. 1 2  (ja) « Tome 2 »
3. 1 2  (ja) « Tome 3 »

### Édition française
ki-oon
1. 1 2  « Tome 1 »
2. 1 2  « Tome 2 »
3. 1 2  « Tome 3 »